# Planurahütte
Die Planurahütte ist eine Berghütte des Sektion Tödi des Schweizer Alpen-Clubs (SAC) im Kanton Glarus (Schweiz).
Sie ist die höchstgelegene Hütte des SAC in der Ostschweiz und liegt südlich von Linthal auf 2947 m ü. M. in den Glarner Alpen auf der Wasserscheide von Clariden-, Hüfi- und Sandgletscher.
Die Hütte bietet 60 Schlafplätze (Massenlager) und ist durchgehend bewirtet von Anfang Juli bis zum Bettag. Besonders beliebt ist die Planurahütte als Ausgangspunkt für Wanderungen, Gletscher-, Kletter- und Skitouren. Bei der Hütte befindet sich der grösste vom Wind geformte Schneetrichter Europas, ein sogenannter Windkolk.

## Architektur
Von 1929 bis 1930 errichtete die Sektion Tödi des SAC den wie organisch aus dem Fels herausgearbeiteten Natursteinbau nach Plänen von Hans Leuzinger, der auch den genauen Bauplatz bestimmte und eine Stelle wählte, wo der abgewinkelte Grundriss den Fels wie zu umklammern scheint und in Korrespondenz zum danebenliegenden Felssporn tritt. Ein unvermittelt ohne planierten Baugrund emporstrebender Block wird oben von einem einfachen Pultdach begrenzt, dass die Form des Geländes nachzuzeichnen, ja zu überhöhen scheint. Das Panoramafenster des Aufenthaltsraums ist nach Norden und damit auf den Gipfel des Clariden ausgerichtet.
Nachdem die Kapazität der ursprünglichen Hütte schon nach kurzer Zeit nicht ausreichte, wurde ihr Volumen 1965 verdoppelt, jedoch unter weitgehender Beibehaltung der Entwurfsstruktur. Beim Umbau ereignete sich im Sommer 1966 der Flugunfall am Biferten.

## Zugänge
- Klausenpass – Chammlijoch, 4 bis 5 Stunden.
- Linthal – Tierfehd – Obersand, 6 bis 7 Stunden.
- Disentis – Val Russein – Sandpass, 6 bis 7 Stunden.

## Benachbarte Hütten
- Zur Claridenhütte
  - über Obersand in 4 bis 5 Stunden oder
  - über Claridenfirn (unmarkiert) in 3 Stunden.
- Zur Fridolinshütte über Ochsenstock Obersand in 4 Stunden.
- Zur Hüfihütte über Hüfifirn in 3 bis 4 Stunden.
- Zur Grünhornhütte (Notlager, im Winter nicht zugänglich).

## Gipfel

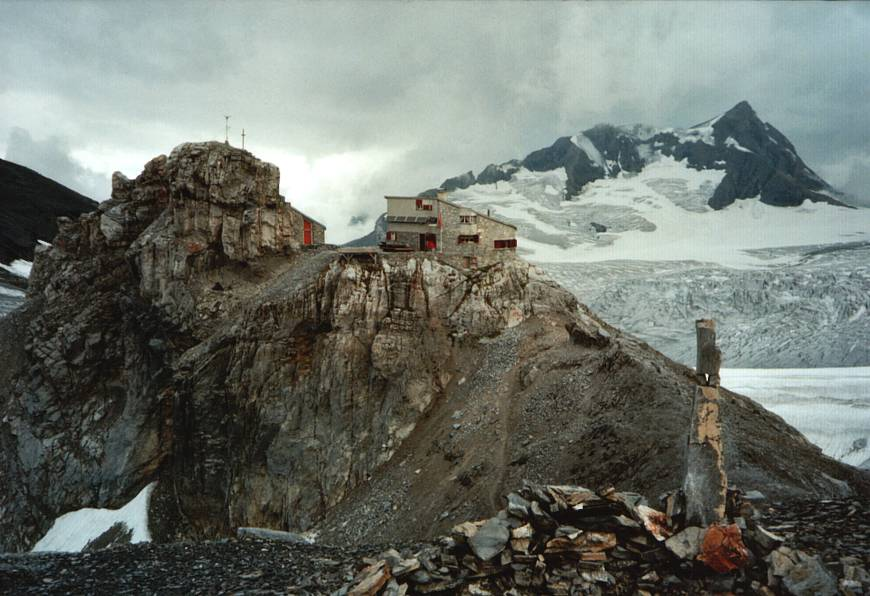
Planurahütte vom Hinteren Spitzalpelistock

- Tödi
- Clariden